# Карамендебійський сільський округ
Карамендебі́йський сільський округ (каз. Қарамеңде би ауылдық округі, рос. Карамендебийский сельский округ) — адміністративна одиниця у складі Актогайського району Карагандинської області Казахстану. Адміністративний центр — село Актас.
Населення — 451 особа (2021; 565 у 2009, 761 у 1999, 1040 у 1989).
Станом на 1989 рік існувала Куаниська сільська рада (села Актас, Єнбек, Куаниш).

## Склад
До складу округу входять такі населені пункти:
| Населений пункт | Населення, осіб (1989) | Населення, осіб (1999) | Населення, осіб (2009) | Населення, осіб (2021) |
| --------------- | ---------------------- | ---------------------- | ---------------------- | ---------------------- |
| Актас, село     | 401                    | 330                    | 275                    | 247                    |
| Істибулак, село | 298                    | 136                    | -                      | -                      |
| Куаниш, село    | 341                    | 295                    | 290                    | 204                    |